# اللواتيا

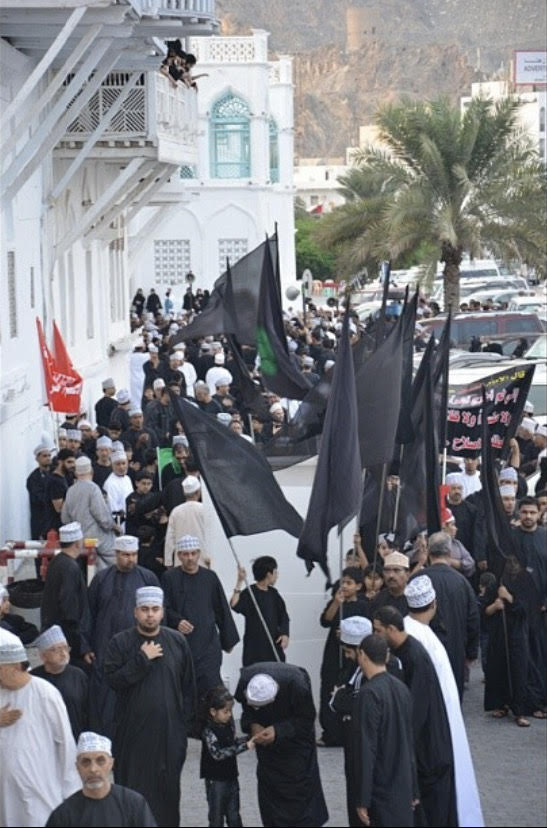
رصيف بحر مطرح أثناء عزاء الحسين بن علي في العاشر من محرم

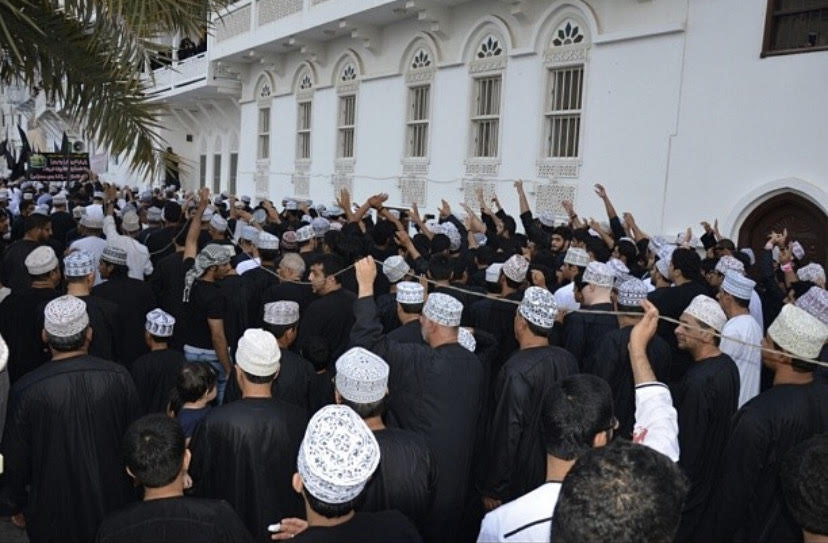
رصيف بحر مطرح أثناء عزاء الحسين بن علي في العاشر من محرم

اللواتيا (بالسندية: لا واتى) هي قبيلة تجارية بارزة مقرها الرئيسي في محافظة مسقط، سلطنة عمان ويتحدثون اللغة اللواتية، وهي لغة سندية.
تعود أصول جماعة اللواتية (أو اللواتي) في مطرح بمسقط إلى إقليم السند في باكستان. هاجروا إلى عُمان بين عامي 1780 و1850. اعتنق اللواتية المذهب الشيعي الإثني عشري في القرن التاسع عشر حيث كانوا قبل ذلك شيعة إسماعيلية.

## التركيبة السكانية ودورهم في الخليج العربي
يقيم غالبية اللواتية في مسقط، عاصمة عمان، ولكن يعيش البعض منهم على ساحل الباطنة. تقيم بعض عائلات اللواتية في أماكن أخرى في منطقة الخليج العربي مثل الإمارات العربية المتحدة وقطر والبحرين والكويت.
تقليديا، عرف اللواتية كتجار بارزين على سواحل مطرح التي تقع على بعد كيلومترين غرب مسقط. وقد عملوا في تجارة البخور والمجوهرات والملابس وكذلك في التجارة العامة. يحتل المجتمع حيًا مسورًا في مطرح يُعرف باسم سور اللواتية. حيث يعيشون بين الأغلبية السنية والإباضية في عمان، وهم يشكلون غالبية السكان الشيعة المحليين. وما زال الحي يضم منازل جذابة ذات منظر معماري إسلامي فريد، ومسجد كبير يعرف بمسجد الرسول الأعظم أو مسجد الأنبياء الأعظم نسبة إلى النبي محمد. شهدت منطقة السور نزوحًا جماعيًا كبيرًا في العقود الأخيرة حيث انتقل اللواتية إلى أحياء أكثر حداثة نتيجة لزيادة التطوير وتوافر المرافق وتزايد الثروة والأعمال التجارية في المجتمع. ومن المعالم التاريخية العظيمة الأخرى التي بناها المجتمع اللواتي مسجد الزهراء في الإمارات، والذي بُني منذ ما يقرب من 300 عام.

## التاريخ والعائلات البارزة
يقال إن أول ذكر تاريخي للواتيا كان من قبل المؤرخ العماني ابن رزيق، الذي قال إن وجهاء المجتمع اللواتي استقبلوا الحاكم الأول لسلالة آل سعيد الحاكمة حاليًا عند وصوله إلى مسقط في عام 1740.
يمكن توثيق عائلة لواتية واحدة على الأقل من خلال السجلات البريطانية على أنها موجودة في عمان منذ القرن الثامن عشر، وكانت تلك المجموعة الأولى التي جاءت لخدمة التاج البريطاني.
ومن أبرز العائلات السياسية من قبيلة اللواتية هي عائلة العبد اللطيف. الحاج باقر، أحد التجار الرواد في مطرح وشخصية عامة تحظى باحترام كبير، يقود القبيلة بصفته شيخ اللواتيا. وكان يتمتع بعلاقة قوية مع أسرة آل سعيد الحاكمة، وخاصة السلطان سعيد بن تيمور. ومن المعروف على نطاق واسع أنه ساعد بشكل خاص جهود الحكومة العمانية في طرد الوحدات السعودية من البريمي عام 1952.
ومن الجدير بالذكر أن أول سفيرة من عمان هي خديجة بنت حسن اللواتية، وهي امرأة لواتية تم تعيينها سفيرة في هولندا عام 1999.